# 町田市役所
町田市役所（まちだしやくしょ）は、地方公共団体である町田市の執行機関としての事務を行う施設（役所）である。市では町田市庁舎の呼称を用いている。
2012年7月まで使用していた移転前の旧町田市役所本庁舎についてもここで記述する。

## 概要
町田市の人口増加に伴う事務量や職員の増加に対応するため、1999年に庁舎移転を視野に入れ、森野二丁目の町田市民ホール隣にある現庁舎用地（旧日米富士自転車 町田工場跡地）を購入。その後、今後の市庁舎について検討を行った結果、中町一丁目の旧本庁舎（1969年12月竣工）は地震に対する危険性があることや庁舎の分散、設備の老朽化などの理由から、森野二丁目の購入用地に新庁舎を建設し、移転する方針が2004年3月の議会において可決された。
新庁舎予定地は庁舎建設までの間、タクシー待機場および観光バス発着場として暫定利用されたが、タクシー待機場は2009年6月に暫定措置として町田市役所第2駐車場（現在は「町田市子どもセンターまあち」として使用）に、観光バス発着所は2009年8月1日から町田ターミナル内にそれぞれ機能を移転した。2014年2月1日にはタクシー待機場が再び移転し、新庁舎の補助通路を活用して夜間限定で使用されるようになった。
2009年11月13日に新庁舎の起工式が行われ、2012年7月9日に旧本庁舎周辺に分散していた分庁舎内の各部署（一部を除く）が新庁舎に機能移転し、同年7月17日に旧本庁舎の全部署が新庁舎に機能移転して全面開庁した。市庁舎は地上10階建てで、1階から3階にかけては吹き抜け構造となっており、1階と2階には市民利用の多い各種窓口が、3階には町田市議会議場を配置。また、1階に「ワンストップロビー」と呼ばれる広い空間を設けることで、各窓口への回遊性を高めているほか、イベント利用なども想定して造られている。庁舎内の店舗としては、1階にコンビニエンスストア（生活彩家→ミニストップ）とカフェ、2階に町田市庁舎食堂が入居。この他にも、4階には屋上花畑、PH階には屋上展望テラスが設置され、市民が気軽に利用できるようになっている。
2018年5月25日からは、庁舎アトリウム（吹き抜け部）に屋内設置型（内照式）フルカラーLED投光器を設置し、水曜・金曜の夜間限定で市庁舎ライトアップが開始された。このライトアップ事業は、東京2020オリンピック・パラリンピック競技大会等の国際大会の気運醸成等を促進すると共に、ピンクリボン等の各普及啓発運動を促す取組を目的とし、投光器は岩崎電気が無償提供したものを使用。

## ギャラリー

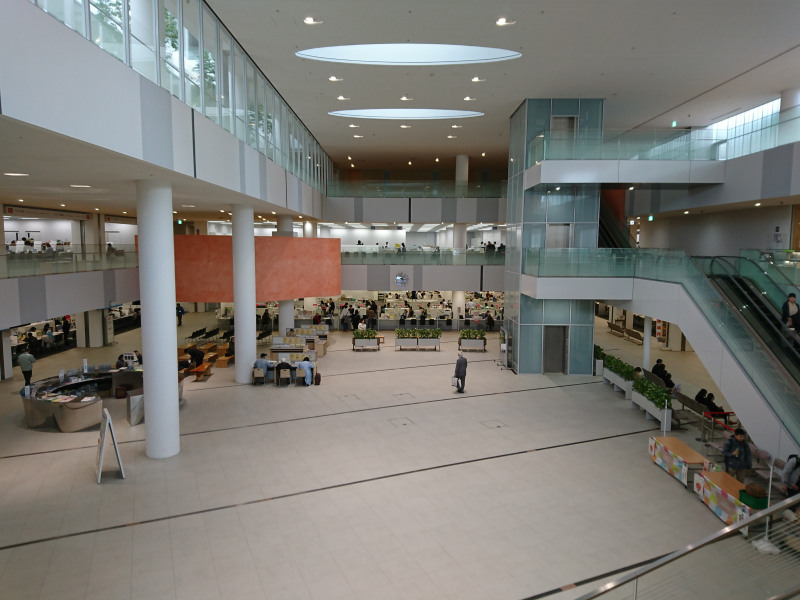
ワンストップロビー
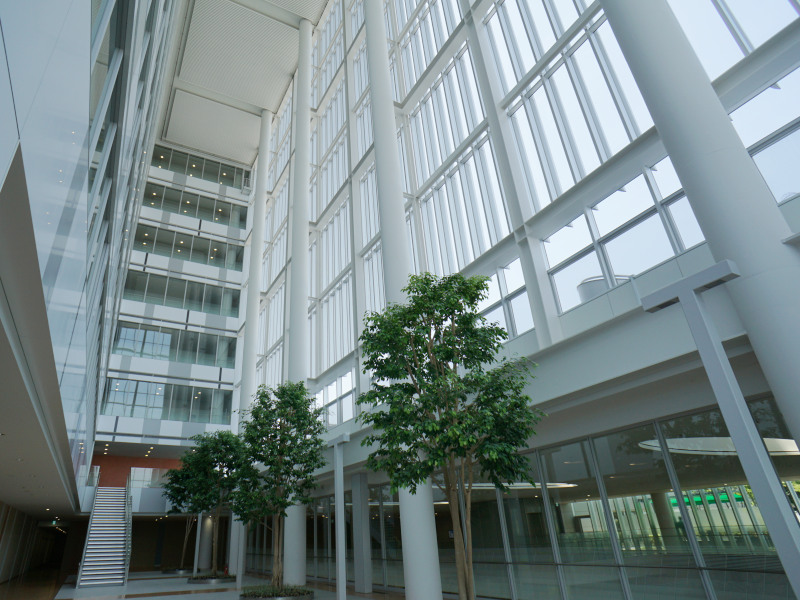
アトリウム
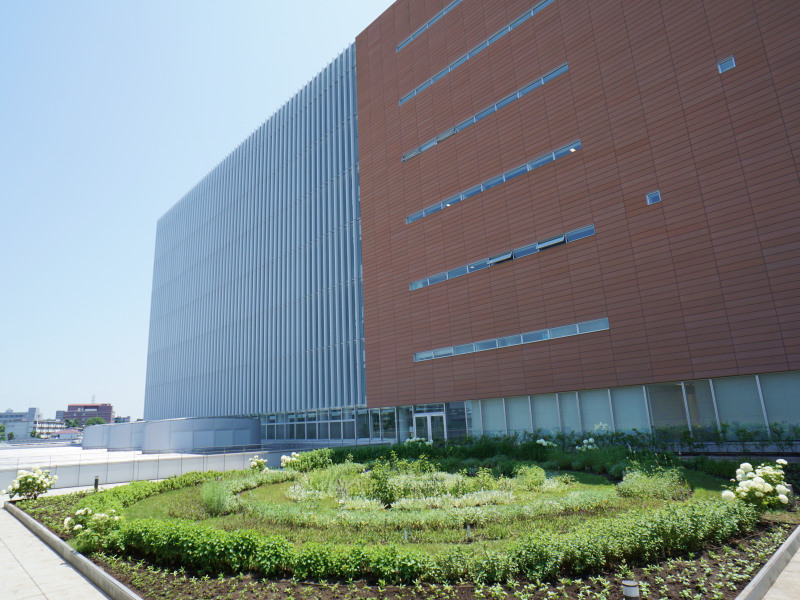
4階屋上花畑
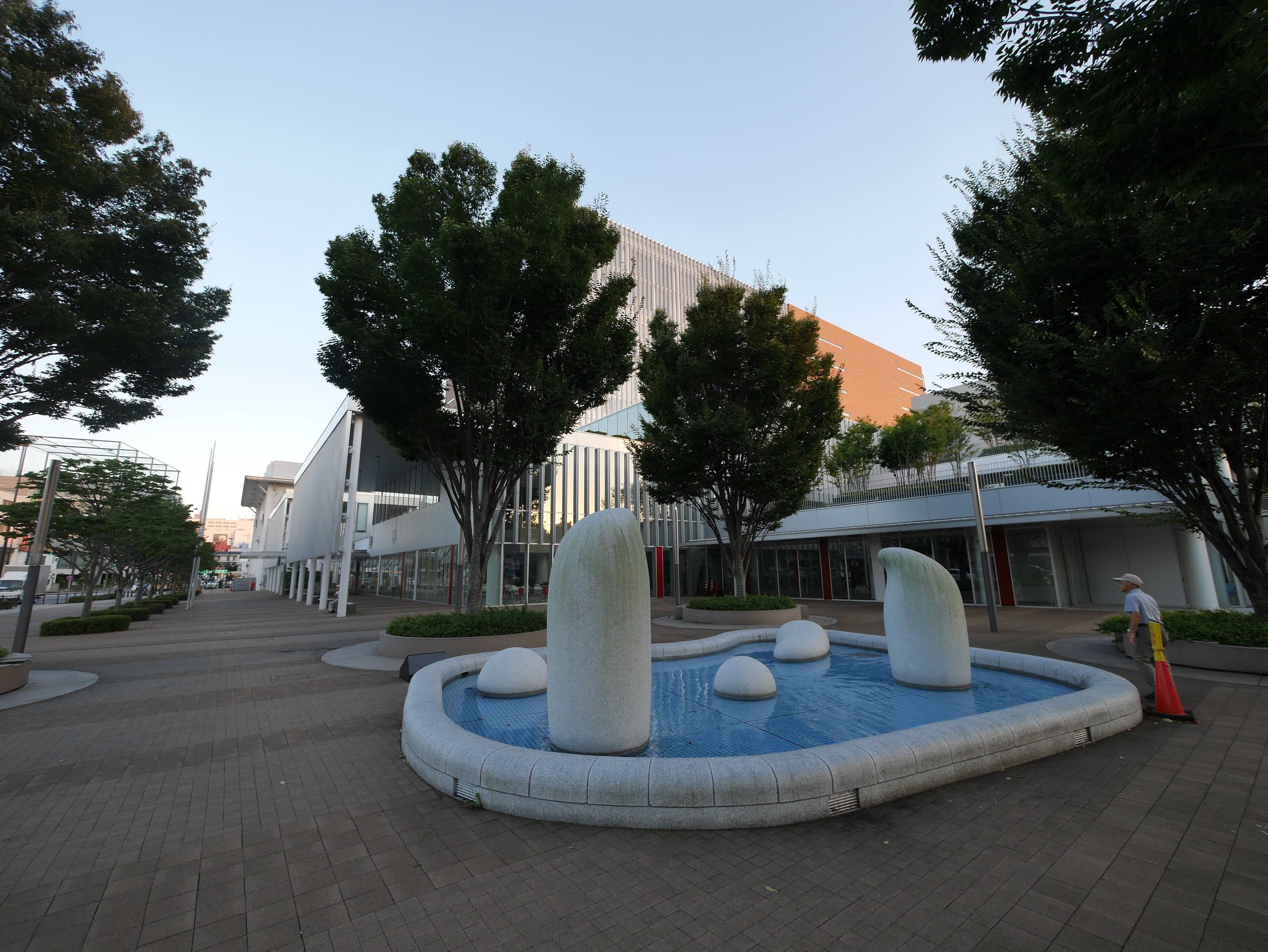
こもれび広場
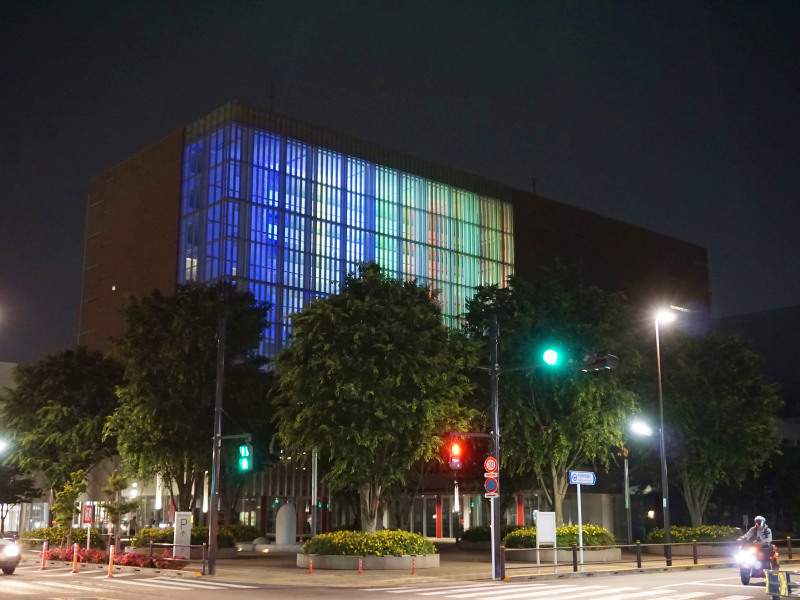
市庁舎ライトアップ

## 所在地
- 東京都町田市森野二丁目2番22号
電車
 小田急小田原線町田駅下車、徒歩約8分。
 JR横浜線町田駅下車、徒歩約11分。
路線バス
町田バスセンターより神奈中バス「町田市役所市民ホール前」バス停下車。

## 旧町田市役所・本庁舎
1958年に市制施行された際の町田市役所は、町田街道沿いの旧町田町役場（原町田五丁目8番24号、現在の町田市健康福祉会館付近）に置かれていたが、当時の人口増加による事務量の増大で、分庁舎の設置や本庁舎の増改築を繰り返していた。そこで、手狭となった本庁舎と分散した分庁舎を集約する為、町田市制10周年記念として、中町一丁目の町田街道沿いに新本庁舎の建設が計画された。1968年12月26日に着工し、1970年1月19日に中町一丁目の新市庁舎に移転した（当時の人口は約18万人）。
その後、平成に入ってからも町田市では人口が増加し、前述通り本庁舎が手狭になっていたことや設備の老朽化に加え、地震に対する危険性も指摘されていたことから、2012年に前述の森野二丁目に新庁舎が建設され、旧本庁舎は同年7月に閉鎖された。
閉鎖される前の2011年に公開された映画「まほろ駅前多田便利軒」では、本市が作品のモデルとなっていることから、市の全面協力で撮影が進められ、旧本庁舎屋上を使ったロケも行われた。
旧本庁舎は新庁舎への移転後にすべて解体され、跡地には芝生広場「町田シバヒロ」が2014年5月3日にグランドオープンした。